# Capture/Compare-Einheit
Die Capture/Compare-Einheit (CAPCOM, CCU, deutsch „Aufnehmen und Vergleichen“) ist ein Peripheriebaustein eines Mikrocontrollers. Sie kann externe Signale aufnehmen und vergleichen, aber beispielsweise auch Pulsmuster erzeugen. 
Sie besitzt meist mehrere Betriebsmodi, beispielsweise für den Mikrocontroller C167 von Infineon:
1. Timer-Modus: Aufwärtszählen mit verschiedenen Quellen als Taktgeber. Bei Zählerüberlauf kann ein Interrupt ausgelöst werden.
2. Capture-Modus: Beim Auftreten eines externen Signals wird der Inhalt des zugeordneten (laufenden) Timers gespeichert. Auch hier kann ein Interrupt ausgelöst werden.
3. Compare-Modus: Der Zählerstand des zugeordneten Timers wird mit dem eines Registers verglichen. Bei Übereinstimmung kann ein Interrupt ausgelöst werden.

Diese Vorgänge laufen ausschließlich in der Peripherie-Hardware ab, beanspruchen also, abgesehen von eventuellen Interrupts, keine Rechenzeit.